# 戈特洛布·雅各比
戈特洛布·尤利乌斯·雅各比（德語：Gottlob Jacobi；1770年12月28日—1823年1月25日）是一位德国企业家，为后来的“古特霍芬兴炉”集团的共同创始人。他出生于温宁根，逝世于斯特克拉德。

## 生平
在他父亲海因里希·丹尼尔·雅各比管理的科布伦茨附近的萨伊纳炼铁厂，戈特洛布·雅各比初步学习了炼铁知识，并在他于英国充当学徒和游学期间进一步深化了这些知识。雅各比的父亲曾在特里尔选侯兼大主教克莱门斯·文策斯劳斯·冯·萨克森手下任职，而这位大主教的妹妹玛利亚·库妮贡德则是埃森的女修道院院长，她也对炼铁业很感兴趣。大约1790年，当她为自己创立的诺伊埃森铁厂寻找一位管理者时，利用了这层关系，把戈特洛布·雅各比带到埃姆舍河畔。
当时在“诺伊埃森”附近，已有另外两家铁厂运营：位于奥斯特费尔德附近、属于库尔科隆领地雷克林豪森的圣安东尼铁厂（自1758年起）以及位于属于克莱沃公国、属于普鲁士的斯特克拉德的“古特霍芬兴”铁厂（自1782年起）。自1793年起，玛利亚·库妮贡德与“古特霍芬兴”铁厂承租人埃伯哈德·普凡德霍弗之间爆发了一场旷日持久、甚至带有武力冲突的法律纠纷，两者都声称对圣安东尼铁厂拥有权利。最终，普凡德霍弗于1797年债台高筑逃往荷兰，雅各比正式接管了圣安东尼铁厂的管理权，将住所迁往那里，并对工厂进行了彻底的现代化改造。他还与哈尼尔兄弟的贸易公司合作，将产品销往莱茵河沿岸及荷兰。作为对他成功的感谢，修道院院长于1799年将两家铁厂各四分之一的股份分给了雅各比。
次年，他娶了索菲亚·哈尼尔——他的商业伙伴格哈德·哈尼尔和弗朗茨·哈尼尔的姐妹。随着埃森帝国修道院被废除，玛利亚·库妮贡德对铁厂的兴趣减退，雅各比在1805年促成了他的两位姐夫购买修道院院长的股份。与此同时，另一位哈尼尔姐夫海因里希·阿诺德·霍伊森买下了“古特霍芬兴”铁厂，该厂自普凡德霍弗逃跑后一直归属于海伦娜·阿马莉·克鲁普。
1808年，这三家铁厂最终合并成立“雅各比、哈尼尔和霍伊森炼铁联合企业”，这家公司后来于1873年发展为“古特霍芬兴炉”集团。在合伙协议中，雅各比被委任为三家铁厂的总经理。
雅各比于53岁时在圣安东尼铁厂的住宅去世，该住宅如今已成为莱茵工业博物馆的一部分。雅各比的继任者是威廉·卢格，他曾是雅各比的家庭教师，后成为铁厂督察，后来被任命为“雅各比、哈尼尔和霍伊森炼铁联合企业”的董事。

## 后代
雅各布与约翰娜·索菲亚·哈尼尔的婚姻共育有7个孩子，其中5人活到了成年。儿子奥古斯特（1801年—1842年）在早逝前也曾担任“古特霍芬兴炉”公司的炉厂检查官，其子雨果负责斯特克拉德机械制造部门，并于1873年成为“古特霍芬兴炉”公司的董事会成员。雅各布的女儿克莱门汀（1808年—1847年）于1830年嫁给了英国造船工程师尼古拉斯·奥利弗·哈维，哈维也曾在古特霍芬兴炉公司工作。儿子约翰·恩斯特·雅各比（1814年4月1日生于斯特克拉德，1867年5月31日卒于迈森）是迈森铸铁厂和机械制造厂的合伙人，该厂生产陶瓷、陶土及砖厂用机械。他的女儿劳拉（1847年9月7日生于迈森，1913年6月20日卒于杜塞尔多夫）于1872年嫁给了海因里希·吕格。
雅各布的另一位孙子是印度学家赫尔曼·雅各比。